# Bradley Zimmer
Bradley Clarke Zimmer (né le 27 novembre 1992 à La Jolla, Californie, États-Unis) est un joueur de champ extérieur des Indians de Cleveland de la Ligue majeure de baseball.

## Carrière
Bradley Zimmer est une première fois repêché par les Cubs de Chicago, qui le choisissent au 23e tour de sélection en 2011. Il ignore l'offre pour rejoindre les Dons de l'université de San Francisco. Il est le 21e athlète sélectionné lors du repêchage amateur de 2014 et est le choix de premier tour des Indians de Cleveland. 
Il fait ses débuts dans le baseball majeur avec Cleveland le 16 mai 2017.